# Jacques Nahum
Jacques Nahum (* 27. Februar 1921 in Kairo, Ägypten; † 21. Juli 2017 in Bobigny, Frankreich) war ein französischer Regisseur, Produzent und Drehbuchautor.

## Leben
Der Sohn sephardischer Juden wuchs in Kairo auf und ging 1945 nach Paris, wo er am Institut des hautes études cinématographiques Film studierte.
Ab Ende der 1940er Jahre arbeitete er als Regieassistent. 1949 begann seine Zusammenarbeit mit dem amerikanischen Regisseur John Berry. Berry wurde vom Komitee für unamerikanische Umtriebe als Kommunist denunziert und begann nun, in Europa zu drehen. Nahum wurde Berrys Assistent für Harte Fäuste, heißes Blut (Ça va barder) mit Eddie Constantine und gestaltete den Film während der Arbeit erheblich mit, wie auch Berrys Folgefilm Die schwarze Sklavin (Tamango) mit Dorothy Dandridge und Curd Jürgens. Mit Harte Fäuste, heißes Blut begann Nahum auch seine Arbeit als Drehbuchautor. Nahum assistierte Berry auch 1958 bei Der große Verführer (Don Juan) mit Fernandel und bei Küsse, Kugeln und Kanaillen (Je suis un sentimental), einem weiteren Film mit Eddie Constantine.
1959 drehte Nahum seinen ersten eigenen Spielfilm: Inspektor Kent jagt flotte Puppen, in dem Félix Marten die Hauptrolle des The Saint-Helden Simon Templar spielte. Für Michèle Mercier war die Dany ihre erste größere Rolle. Als Filmregisseur folgten drei weitere Filme: 1973 dreht Nahum die Edgar-Allan-Poe-Verfilmung Le double assassinat de la rue Morgue mit Daniel Gélin als Privatermittler Dupin und Georges Descrières als Dandy. 1974 dreht er Eugène Sue mit Bernard Verley in der Rolle des Schriftstellers Eugène Sue. 1975 spielt Claude Jade die junge Juliette, die sich in Nahums Film Maître Pygmalion in ihren Ausbilder (Georges Descrières) verliebt. Mit Descrières als Star produziert Nahum auch die Kultserien Arsène Lupin und Zwei sind ein Paar.
1960 gründete Nahum seine eigene Produktionsfirma Mars International Productions, mit der er rund 4000 Werbefilme produzierte. Er wurde Co-Produzent von Henri Colpis Film Noch nach Jahr und Tag (1961). Von 1971 bis 1974 produziert Nahum die Serie Arsène Lupin, der Meisterdieb, anschließend die Serie Zwei sind ein Paar (Sam et Sally). In beiden Serien spielt Georges Descrières die Hauptrollen. Später folgen die Miniserien Arsène Lupin joue et perd, diesmal mit Jean-Claude Brialy in der Titelrolle und 1989 bis 1993 die Serie Le Retour d'Arsène Lupin, in der nun François Dunoyer den Maurice-Leblanc-Helden spielt. Weitere Serienerfolge, die Jacques Nahum produziert sind Die Geheimschublade (1986–1987) mit Michèle Morgan und 2000 die Marseille-Trilogie nach Marcel Pagnol, Marius, Fanny und César mit Roger Hanin.

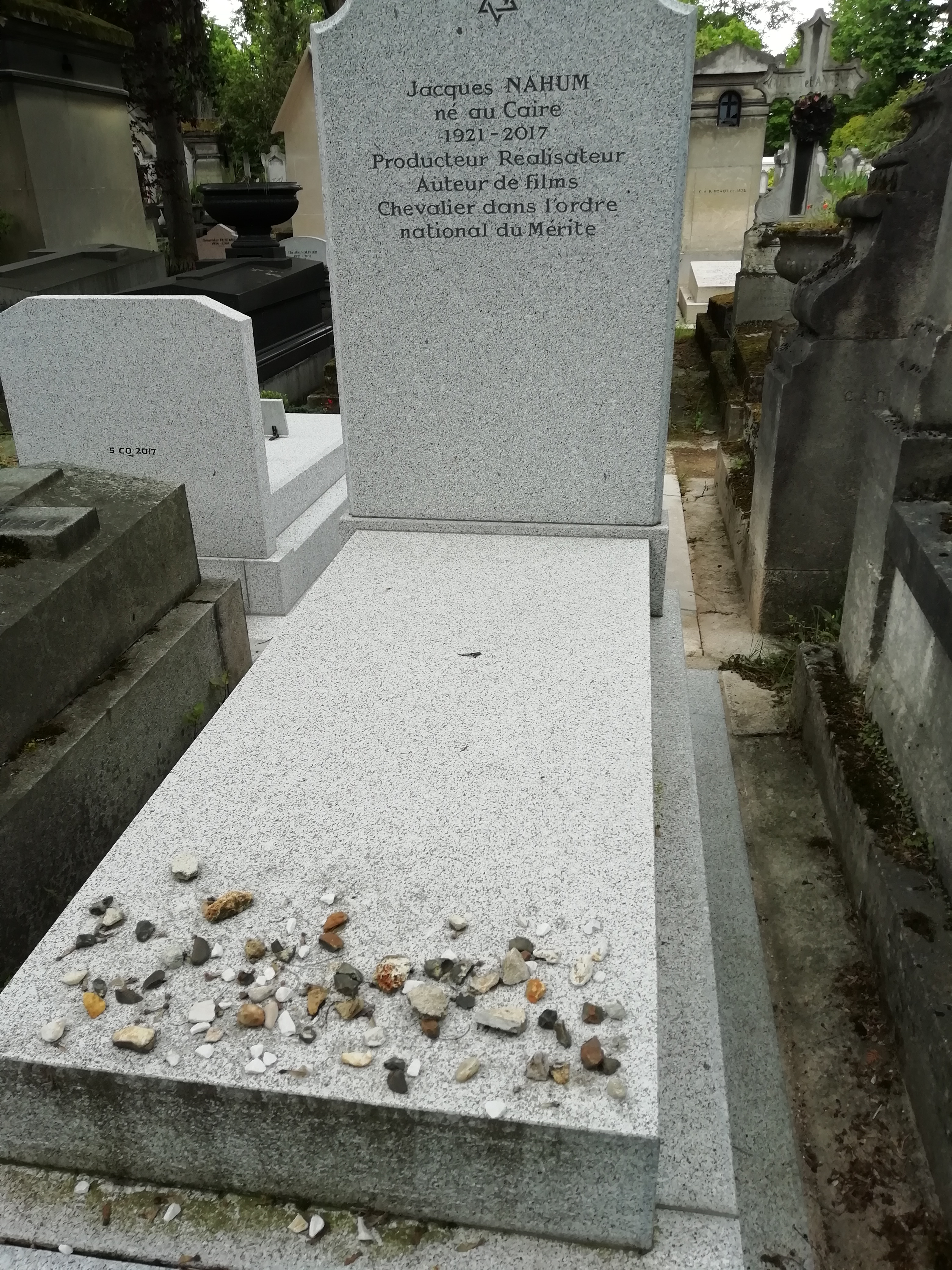
Grab von Jacques Nahum auf dem Friedhof Père Lachaise

Jacques Nahum ist auf dem Pariser Friedhof Père-Lachaise (Division 44) begraben.